# Dyckia subinermis
Dyckia subinermis är en gräsväxtart som beskrevs av Carl Christian Mez. Dyckia subinermis ingår i släktet Dyckia och familjen Bromeliaceae. Inga underarter finns listade i Catalogue of Life.